# Václav Vondrák
Václav Vondrák (ur. 22 września 1859 w Dubie, zm. 13 sierpnia 1925 w Brnie) – czeski językoznawca, profesor filologii słowiańskiej.
Był uczniem Franca Miklošiča. Piastował stanowisko profesora w Wiedniu i Brnie.
Jego dorobek obejmuje prace z zakresu komparatystyki języków słowiańskich, języka staro-cerkiewno-słowiańskiego i czeskiego. Można wśród nich wymienić: Vergleichende slavische Grammatik (t. 1–2 1906–08), Altkirchenslavische Grammatik (1900), Vyvoj současného spisovného jazyka českého (1926). Wydawał także zabytki piśmiennictwa starosłowiańskiego.